# Seltjarnarnes
Seltjarnarnes es un municipio ubicado al sur del fiordo Kollafjörður, cerca de Reikiavik, la capital de Islandia. Se encuentra en la región de Höfuðborgarsvæðið, al suroeste de la isla.

## Historia
Obtuvo su actual forma política poco después de la Segunda Guerra Mundial y fue creado como municipio en 1947. Es el municipio islandés más pequeño en cuanto a superficie terrestre (2 kilómetros cuadrados). En Seltjarnarnes existen dos escuelas, la Mýrarhúsaskóli y la Valhúsaskóli. El municipio es famoso por la isla de Grótta.

## Administración
Seltjarnarnes cuenta con 4455 habitantes, para una densidad de 2227,5 habitantes por kilómetro cuadrado. Una de las mayores de Islandia.
El Partido de la Independencia (Sjálfstæðisflokkurinn) ha tenido un control general en la ciudad desde las elecciones de 1962. En las elecciones de mayo de 2006, recibió el 67,2 % de los votos y obtuvo cinco de los siete miembros del Consejo.